# Dyskografia George’a Harrisona
Lista zawiera dyskografię George'a Harrisona jako artysty solowego, oraz członka supergrupy Traveling Wilburys.

## Solo

### Albumy
| Tytuł                             | Data wydania        | Pozycje na listach przebojów | Pozycje na listach przebojów | Uwagi                                                                                |
| Tytuł                             | Data wydania        | Wielka Brytania              | Stany Zjednoczone            | Uwagi                                                                                |
| --------------------------------- | ------------------- | ---------------------------- | ---------------------------- | ------------------------------------------------------------------------------------ |
| Wonderwall Music                  | 1 listopada 1968    | –                            | #49                          | Soundtrack                                                                           |
| Electronic Sound                  | 9 maja 1969         | –                            | #191                         | album eksperymentalny                                                                |
| All Things Must Pass              | 27 listopada 1970   | #1                           | #1                           | 6 x Platynowa Płyta, #437 na liście albumów wszech czasów czasopisma "Rolling Stone" |
| Living in the Material World      | 22 czerwca 1973     | #2                           | #1                           | Złota Płyta                                                                          |
| Dark Horse                        | 20 grudnia 1974     | –                            | #4                           | Złota Płyta                                                                          |
| Extra Texture (Read All About It) | 3 października 1975 | #16                          | #8                           | Złota Płyta                                                                          |
| Thirty Three & 1/3                | 19 listopada 1976   | #35                          | #11                          | Złota Płyta                                                                          |
| George Harrison                   | 23 lutego 1979      | #39                          | #14                          | Złota Płyta                                                                          |
| Somewhere in England              | 5 czerwca 1981      | #13                          | #11                          | –                                                                                    |
| Gone Troppo                       | 5 listopada 1982    | –                            | #101                         | –                                                                                    |
| Cloud Nine                        | 2 listopada 1987    | #10                          | #8                           | Platynowa Płyta                                                                      |
| Brainwashed                       | 18 listopada 2002   | #29                          | #18                          | Album wydany pośmiertnie, Złota Płyta, nagroda Grammy za utwór "Marwa Blues"         |

### Kompilacje
| Tytuł                                 | Data wydania         | Pozycje na listach przebojów | Pozycje na listach przebojów | Uwagi                                         |
| Tytuł                                 | Data wydania         | Wielka Brytania              | Stany Zjednoczone            | Uwagi                                         |
| ------------------------------------- | -------------------- | ---------------------------- | ---------------------------- | --------------------------------------------- |
| The Best of George Harrison           | 19 listopada 1976    | –                            | #31                          | Zawiera utwory wraz z The Beatles, jak i solo |
| Best of Dark Horse 1976-1989          | 23 października 1989 | –                            | #132                         | –                                             |
| Let It Roll: Songs by George Harrison | 16 czerwca 2009      | #4                           | #24                          | –                                             |
| Early Takes: Volume 1                 | 1 maja 2012          | #66                          | #20                          | –                                             |

### Albumy koncertowe
| Tytuł                       | Data wydania                                                          | Pozycje na listach przebojów | Pozycje na listach przebojów | Uwagi                                         |
| Tytuł                       | Data wydania                                                          | Wielka Brytania              | Stany Zjednoczone            | Uwagi                                         |
| --------------------------- | --------------------------------------------------------------------- | ---------------------------- | ---------------------------- | --------------------------------------------- |
| The Concert For Bangla Desh | Stany Zjednoczone: 20 grudnia 1971 · Wielka Brytania: 7 stycznia 1972 | #1                           | #2                           | Zapis koncertu z 1 sierpnia 1971              |
| Live in Japan               | 13 lipca 1992                                                         | –                            | #126                         | Zapis koncertów w Japonii z Erikiem Claptonem |

### Single
| Tytuł                                   | Data wydania                                                   | Pozycje na listach przebojów | Pozycje na listach przebojów | Uwagi                                                                                                 |
| Tytuł                                   | Data wydania                                                   | Wielka Brytania              | Stany Zjednoczone            | Uwagi                                                                                                 |
| --------------------------------------- | -------------------------------------------------------------- | ---------------------------- | ---------------------------- | --- |
| "My Sweet Lord"                         | 15 stycznia 1970                                               | #1                           | #1                           | Złota płyta w USA                                                                                     |
| "What Is Life"                          | 15 lutego 1971                                                 | –                            | #10                          | tylko w USA (W Anglii: strona B "My Sweet Lord")                                                      |
| "Bangla Desh"                           | 30 lipca 1971                                                  | #10                          | #23                          | – |
| "Give Me Love (Give Me Peace On Earth)" | Stany Zjednoczone: 7 maja 1973 · Wielka Brytania: 25 maja 1973 | #8                           | #1                           | – |
| "Ding Dong, Ding Dong"                  | 6 grudnia 1974                                                 | #38                          | #36                          | |
| "Dark Horse"                            | 28 lutego 1975                                                 | #15                          | –                            | – |
| "You"                                   | 12 września 1975                                               | #38                          | #20                          | – |
| "This Guitar (Can't Keep from Crying)"  | 8 grudnia 1975                                                 | –                            | –                            | ostatni singel wydany przez Apple Corp.                                                               |
| "This Song"                             | 15 listopada 1976                                              | –                            | #25                          | sarkastyczny komentarz do sprawy sądowej w sprawie "My Sweet Lord", z gościnnym udziałem Erica Idle'a |
| "Crackerbox Palace"                     | 24 stycznia 1977                                               | –                            | #19                          | tylko w USA                                                                                           |
| "True Love"                             | 11 lutego 1977                                                 | –                            | –                            | tylko w Wielkiej Brytanii, autor: Cole Porter                                                         |
| "It's What You Value"                   | 31 maja 1977                                                   | –                            | –                            | tylko w Wielkiej Brytanii                                                                             |
| "Blow Away"                             | 16 lutego 1979                                                 | #51                          | #16                          | utwór wykorzystany w komedii "Uciekające zakonnice"                                                   |
| "Love Comes to Everyone"                | 20 lipca 1979                                                  | –                            | –                            | w 2005 utwór nagrany przez Erica Claptona                                                             |
| "Faster"                                | 30 lipca 1979                                                  | –                            | –                            | tylko w Wielkiej Brytanii                                                                             |
| "All Those Years Ago"                   | 11 maja 1981                                                   | #13                          | #2                           | utwór poświęcony Johnowi Lennonowi                                                                    |
| "Teardrops"                             | 31 lipca 1981                                                  | –                            | #101                         | – |
| "Wake Up My Love"                       | 8 listopada 1982                                               | –                            | #53                          | – |
| "I Really Love You"                     | 3 lutego 1983                                                  | –                            | –                            | tylko w USA                                                                                           |
| "I Don't Want To Do It"                 | 23 kwietnia 1985                                               | –                            | –                            | tylko w USA, autor: Bob Dylan                                                                         |
| "Got My Mind Set On You"                | 12 października 1987                                           | #2                           | #1                           | autor: Rudy Clark                                                                                     |
| "When We Was Fab"                       | 25 stycznia 1988                                               | #25                          | #23                          | z gościnnym udziałem Ringo Starra                                                                     |
| "This Is Love"                          | 13 czerwca 1988                                                | –                            | #55                          | – |
| "Cheer Down"                            | 27 listopada 1989                                              | –                            | –                            | piosenka do filmu "Zabójcza Broń 2"                                                                   |
| "My Sweet Lord"                         | 14 stycznia 2002                                               | #1                           | #94                          | reedycja                                                                                              |
| "Any Road"                              | 12 maja 2003                                                   | #37                          | –                            | uznany w Wielkiej Brytanii za singiel Wiosny 2003                                                     |
| "Stuck Inside a Cloud"                  | 2003                                                           | –                            | #27                          | – |

## ZTraveling Wilburys

### Albumy
| Tytuł                     | Data wydania         | Pozycje na listach przebojów | Pozycje na listach przebojów | Twórcy | Certyfikat                                                                                            |
| Tytuł                     | Data wydania         | Wielka Brytania              | Stany Zjednoczone            | Twórcy | Certyfikat                                                                                            |
| ------------------------- | -------------------- | ---------------------------- | ---------------------------- | --- | --- |
| Traveling Wilburys Vol. 1 | 24 października 1988 | #16                          | #3                           | Nelson Wilbury - George Harrison Otis Wilbury - Jeff Lynne Lefty Wilbury - Roy Orbison Charlie T. Jnr. - Tom Petty Lucky Wilbury - Bob Dylan | Wielka Brytania: Platynowa płyta · Stany Zjednoczone: 3X platynowa płyta · Kanada: 6X platynowa płyta |
| Traveling Wilburys Vol. 3 | 29 października 1990 | #14                          | #11                          | Spike Wilbury - George Harrison Clayton Wilbury - Jeff Lynne Muddy Wilbury - Tom Petty Boo Wilbury - Bob Dylan                               | Wielka Brytania: Złota płyta · Stany Zjednoczone: Platynowa płyta ·                                   |

### Kompilacje
| Tytuł                             | Data wydania    | Pozycje na listach przebojów | Pozycje na listach przebojów | Uwagi                                                                                        |
| Tytuł                             | Data wydania    | Wielka Brytania              | Stany Zjednoczone            |                                                                                              |
| --------------------------------- | --------------- | ---------------------------- | ---------------------------- | -------------------------------------------------------------------------------------------- |
| The Traveling Wilburys Collection | 12 czerwca 2007 | #1                           | #9                           | Kolekcja zawierająca dwa albumy grupy wydane na CD i dodatkowo DVD z teledyskami i wywiadami |

### Single
| Tytuł              | Data wydania     | Pozycje na listach przebojów | Pozycje na listach przebojów | Uwagi                                                         |
| Tytuł              | Data wydania     | Wielka Brytania              | Stany Zjednoczone            |                                                               |
| ------------------ | ---------------- | ---------------------------- | ---------------------------- | ------------------------------------------------------------- |
| "Handle With Care" | Październik 1988 | #21                          | #45                          | Z albumu Traveling Wilburys Vol. 1                            |
| "End of the Line"  | Luty 1989        | #52                          | #63                          | Z albumu Traveling Wilburys Vol. 1                            |
| "Nobody's Child"   | Czerwiec 1990    | #44                          | –                            | Z albumu charytatywnego Nobody's Child: Romanian Angel Appeal |
| "She's My Baby"    | Październik 1990 | #79                          | –                            | Z albumu Traveling Wilburys Vol. 3                            |
| "Wilbury Twist"    | Marzec 1991      | –                            | –                            | Z albumu Traveling Wilburys Vol. 3                            |